# Садова вулиця (Київ, Печерський район)
Садо́ва ву́лиця — вулиця в Печерському районі міста Києва, місцевість Липки. Пролягає від вулиці Михайла Грушевського до Інститутської вулиці.
Рух транспорту по вулиці односторонній — з боку вулиці Михайла Грушевського до Інститутської вулиці. Рух здійснюється в один ряд, оскільки більшу частину непарного боку вулиці займає автомобільна стоянка перед будівлею Комітетів Верховної Ради України (буд. № 3-А).

## Історія
Вулиця виникла в 1-й половині XIX століття під назвою Підсадний провулок, оскільки прямував до Шовковичного і Виноградного садів. Сучасна назва — з 1869 року.
У різні часи у Києві назву Садова мали вулиці Оксани Мешко, Тепловозна, Братів Зерових та Ягідна. У сучасному Києві однойменній вулиці існують у Голосіївському, Деснянському, Дарницькому та Солом'янському районах.

## Забудова

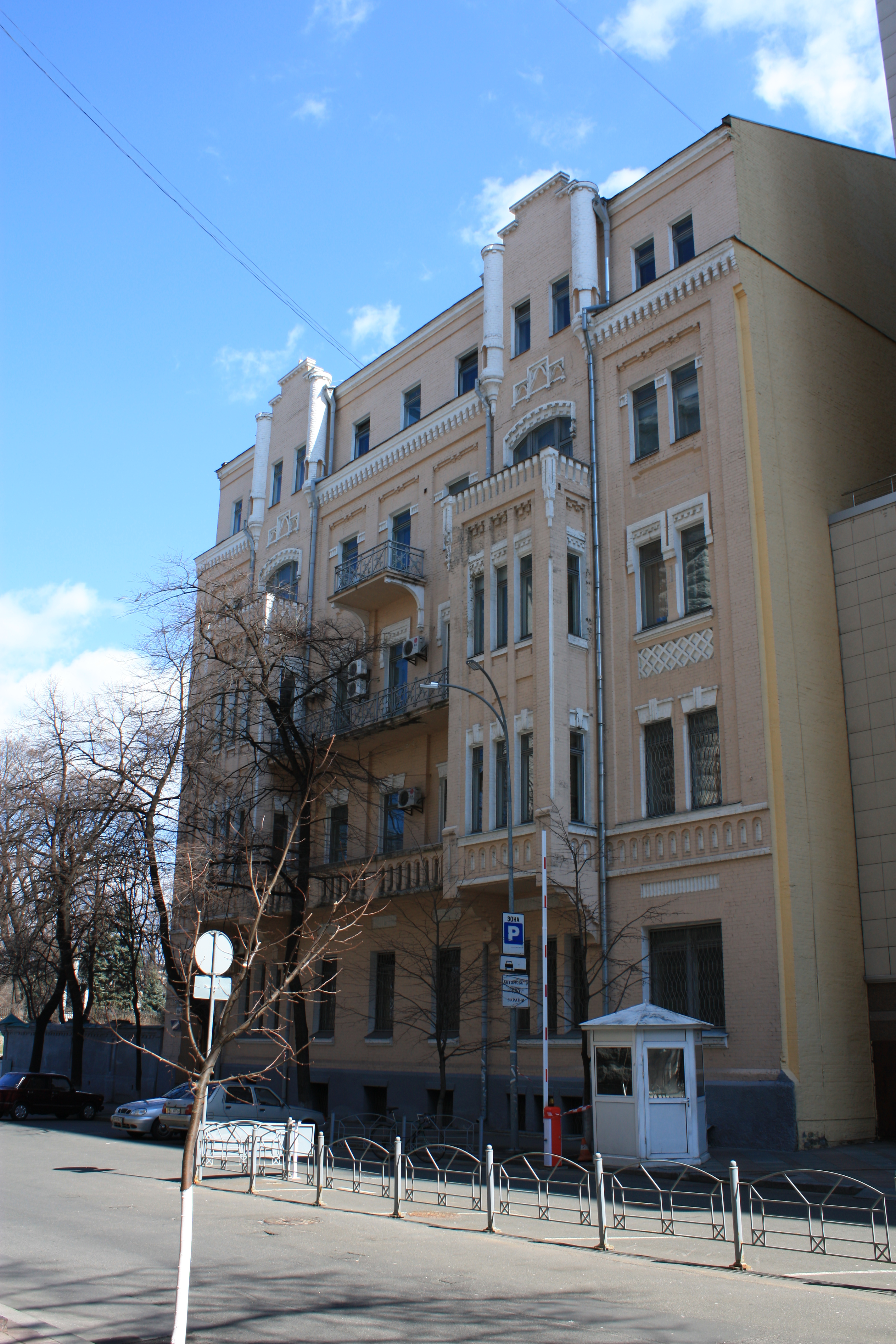
Будинок № 1/14

Основними домінантами забудови вулиці є крило будівлі Кабінету Міністрів України з парного боку та сучасна будівля комітетів Верховної Ради України з непарного боку (№ 3 та 3-А).
На першому поверсі крила будівлі Кабінету Міністрів України, що виходить на вулицю Садову, у п'яти кімнатах розташований Музей історії урядів України.
Із старовинної забудови зберігся лише прибутковий будинок № 1/14, зведений у 1906 році. Наприкінці вулиці, на розі з Інститутською, знаходяться два цікавих будинки: № 4/13 — прибутковий будинок архітектора Павла Шлейфера (1909) і № 5/15 — будинок командного складу Київського військового округу, зведений Йосипом Каракісом у стилі конструктивізм (1934–1937).

## Особистості
На місті будинку № 3 існувала садиба, де наприкінці XIX століття жив популярний у Києві диригент симфонічних концертів Олександр Виноградський. У нього часто бували композитори Антон Рубінштейн, Петро Чайковський, Сергій Рахманінов, Рейнгольд Глієр, співак Федір Шаляпін, клавесинистка Ванда Ландовська, диригент Сергій Кусевицький.
У будинку № 1/14 мешкав поет і літературознавець Михайло Драй-Хмара (1920–30-ті роки).

## Установи та заклади
- Відділення зв'язку № 27 (буд. № 6)
- Відділення зв'язку № 8 (буд. № 3)
- Інформаційне управління Верховної Ради України (буд. № 3)
- Комітети і Прес-служба Верховної Ради України (буд. № 3-А)
- Інститут садівництва УААН (буд. № 6)
- Газета «Урядовий кур'єр» (буд. № 1/14)